# Metyldopa
Metyldopa (Methylodopa, ATC: C02 AB01) – lek hipotensyjny, który wskutek podobieństwa do dihydroksyfenyloalaniny (DOPA), blokuje powstawanie dopaminy. Metabolity metylodopy zmniejszają opór naczyniowy poprzez pobudzanie presynaptycznych hamujących receptorów α-2 adrenergicznych.

## Wskazania
- leczenie nadciśnienia tętniczego, zwłaszcza podczas ciąży (kategoria B).

## Przeciwwskazania i działania niepożądane
Przeciwwskazania:
- nadwrażliwość na lek lub inne składniki preparatu
- czynne zapalenie wątroby lub niewydolność wątroby
- hiperprolaktynemia
- guz chromochłonny nadnerczy
- porfiria
- depresja
- impotencja lub zmniejszenie libido
- nie stosować łącznie z następującymi lekami:
  - L-DOPA
  - inhibitory MAO

Działanie niepożądane:
- senność, osłabienie aż do objawów depresji
- bóle i zawroty głowy
- obrzęki
- hipotonia ortostatyczna
- zaburzenia żołądkowo-jelitowe (nudności, wymioty, wzdęcie, zaparcie, biegunka)
- suchość w ustach
- bóle języka i jego czarny kolor
- zapalenie ślinianek
- zapalenie trzustki
- nieprawidłowe wyniki badań laboratoryjnych (test Coombsa, test lateksowy, komórki LE)
- zespół toczniopodobny
- mlekotok
- niedokrwistość i małopłytkowość hemolityczna
- gorączka
- zapalenie wątroby

## Dawkowanie
Ściśle według wskazań lekarza. Maksymalna dawka dobowa wynosi 2 g (konieczne jest stopniowe zwiększanie dawki).
Leczenia nie wolno nagle przerwać (konieczne jest stopniowe zmniejszanie dawki).
Podczas leczenia nie należy prowadzić pojazdów ani obsługiwać urządzeń mechanicznych.

## Dostępne preparaty
- Dopegyt[3]